# Championnat du monde junior de rugby à XV 2024
Ne doit pas être confondu avec Trophée mondial de rugby à XV des moins de 20 ans 2024.
Navigation
Championnat du monde junior 2023 Championnat du monde junior 2025
Le Championnat du monde junior de rugby à XV 2024, 14e édition de cette compétition, a lieu en Afrique du Sud, pour la seconde année de suite, à partir du 29 juin 2024 jusqu'au 19 juillet 2024.
L'équipe de France est triple championne du monde en titre.
L'Angleterre remporte la compétition pour la quatrième fois après avoir battu la France 21 à 13 en finale.

## Contexte et organisation
La compétition se déroule une nouvelle fois en Afrique du Sud après l'édition précédente, elle se tient du 29 juin 2024 au 19 juillet 2024, date de la finale prévue au Cape Town Stadium,,,.
La France a remporté l'édition précédente, ainsi que les deux précédentes également, en battant l'Irlande 50 à 14 en finale.
L'Espagne est promue à la suite de leur victoire dans le Trophée mondial 2023, c'est sa première participation à cette compétition.

## Format et nouvelles règles
Les douze équipes participantes sont réparties dans trois poules, les trois équipes classées premières se qualifient directement en demi-finale en compagnie du meilleur deuxième.
Lors de la compétition, la règle du carton rouge de vingt minutes est testée pour la première fois dans les compétitions sous l'égide de World Rugby. Lorsqu'un joueur reçoit un carton rouge, il est exclu définitivement mais peut être remplacé au bout de vingt minutes afin que son équipe se retrouve de nouveau à quinze. De ce fait, un nouveau barème de sanction est mis en place pour les joueurs écopant d'un carton rouge : ces derniers se voient suspendus deux semaines pour une faute technique ou imprudente et quatre semaines pour une faute flagrante (plaquage à l'épaule, déblayage dangereux etc.).

## Équipes participantes et poules
Les douze équipes nationales des moins de 20 ans qualifiées sont réparties dans les trois poules suivantes, en fonction de leur classement lors de l'édition précédente,, :
| Poule A              | Poule B       | Poule C            |
| -------------------- | ------------- | ------------------ |
| France -20 (T)       | Irlande -20   | Afrique du Sud -20 |
| Pays de Galles -20   | Australie -20 | Angleterre -20     |
| Nouvelle-Zélande -20 | Géorgie -20   | Argentine -20      |
| Espagne -20          | Italie -20    | Fidji -20          |

## Stades
L'Afrique du Sud est désignée pour organiser la compétition ; les villes du Cap (Athlone Stadium et Cape Town Stadium) et Stellenbosch (Danie Craven Stadium) sont choisies pour accueillir les rencontres.
| Ville        | Stade                | Capacité |
| ------------ | -------------------- | -------- |
| Le Cap       | Athlone Stadium      | 34 000   |
| Le Cap       | Cape Town Stadium    | 55 000   |
| Stellenbosch | Danie Craven Stadium | 16 000   |

## Acteurs du Championnat du monde junior 2024

### Joueurs

#### Poule A

##### Espagne
Pour la première participation de l'équipe d'Espagne à la compétition, le sélectionneur Ricardo Martinena dévoile son groupe de trente joueurs retenus le 11 juin. Le troisième ligne Manex Ariceta est nommé capitaine de l'équipe.
| Entraîneur | Entraîneur             | Ricardo Martinena                                                          |
| Avants     | Pilier                 | Aniol Franch, Alberto Gómez, Hugo González, Guido Reyes                    |
| Avants     | Talonneur              | David Gallego, Diego González, Pau Massoni                                 |
| Avants     | Deuxième ligne         | Manex Ariceta , Antonio Gamez, Pablo Guirao, Adam Llinares, Martin Serrano |
| Avants     | Troisième ligne aile   | Nicolás Moleti, Victor Ofojetu, Daniel Velasco, Jokin Zolezzi              |
| Avants     | Troisième ligne centre | Valentino Rizzo                                                            |
| Arrières   | Demi de mêlée          | Nicolás Gali, Nicolás Infer, Javier López de Haro                          |
| Arrières   | Demi d'ouverture       | Gonzalo Otamendi, Gabriel Rocaries                                         |
| Arrières   | Centre                 | Alberto Carmona, Yago Fernández, Unax Zuriarrain                           |
| Arrières   | Ailier                 | Julien Burguillos, Javier Guillermo, Hugo Pichardie, Roberto Ponce         |
| Arrières   | Arrière                | Lucien Richardis                                                           |

##### France
Le 23 juin, le sélectionneur Sébastien Calvet convoque un groupe de trente joueurs pour la compétition. Le troisième ligne aile Patrick Tuifua est absent à cause d'une blessure survenue lors de la préparation de l'équipe. Dans le groupe, dix joueurs ont remporté la compétition lors de l'édition précédente : Maxence Biasotto, Léo Carbonneau, Mathis Castro-Ferreira, Thomas Duchêne, Mathis Ferté, Lino Julien, Thomas Lacombre, Brent Liufau, Barnabé Massa et Hugo Reus,. Le demi d'ouverture Hugo Reus est nommé capitaine de l'équipe.
Le 5 juillet, le pilier Zinedine Aouad déclare forfait pour la suite de la compétition à cause d'une blessure à un genou, il est remplacé dans le groupe par le deuxième ligne Charly Gambini.
| Entraîneur | Entraîneur             | Sébastien Calvet                                                                                                |
| Avants     | Pilier                 | Zinedine Aouad , Thomas Duchêne, Lorencio Boyer Gallardo, Samuel Jean-Christophe, Lino Julien, Thomas Marceline |
| Avants     | Talonneur              | Thomas Lacombre,Mathys Lotrian, Barnabé Massa                                                                   |
| Avants     | Deuxième ligne         | Antonin Corso, Charly Gambini, Charles Kante Samba, Brent Liufau, Corentin Mézou                                |
| Avants     | Troisième ligne aile   | Alexis Caumel, Geoffrey Malaterre, Joé Quere Karaba, Sialevailea Tolofua                                        |
| Avants     | Troisième ligne centre | Mathis Castro-Ferreira                                                                                          |
| Arrières   | Demi de mêlée          | Léo Carbonneau, Thomas Souverbie                                                                                |
| Arrières   | Demi d'ouverture       | Axel Desperes, Hugo Reus                                                                                        |
| Arrières   | Centre                 | Mathys Belaubre, Fabien Brau-Boirie, Robin Taccola                                                              |
| Arrières   | Ailier                 | Maxence Biasotto, Nathan Bollengier, Hoani Bosmorin                                                             |
| Arrières   | Arrière                | Mathis Ferté, Xan Mousques                                                                                      |

##### Pays de Galles
Le sélectionneur Richard Whiffin convoque un groupe de trente joueurs où figure seulement deux joueurs non capés : les frères Ioan et Steffan Emanuel (en). Il confie le capitanat à Ryan Woodman, de retour après avoir manqué le Tournoi des Six Nations en raison d'une blessure.
Pour le dernier match de la compétition, l'ailier Walker Price est convoqué afin de remplacer Harry Rees-Weldon blessé.
| Entraîneur | Entraîneur             | Richard Whiffin                                                     |
| Avants     | Pilier                 | Ioan Emanuel, Kian Hire, Jordan Morris, Josh Morse, Sam Scott (en)  |
| Avants     | Talonneur              | Will Austin, Harry Thomas, Isaac Young                              |
| Avants     | Deuxième ligne         | Jonny Green, Nick Thomas, Osian Thomas                              |
| Avants     | Troisième ligne aile   | Harry Beddall, Lucas de la Rua (en), Ryan Woodman                   |
| Avants     | Troisième ligne centre | Owen Conquer, Morgan Morse                                          |
| Arrières   | Demi de mêlée          | Ieuan Davies, Rhodri Lewis, Lucca Setaro                            |
| Arrières   | Demi d'ouverture       | Harri Ford, Harri Wilde                                             |
| Arrières   | Centre                 | Steffan Emanuel (en), Elijah Evans, Louie Hennessey (en), Macs Page |
| Arrières   | Ailier                 | Aidan Boshoff, Walker Price, Harry Rees-Weldon , Kodie Stone        |
| Arrières   | Arrière                | Huw Anderson, Matty Young                                           |

##### Nouvelle-Zélande
Le sélectionneur néo-zélandais, Jono Gibbes, fait quelques changements par rapport au Rugby Championship disputé au mois de mai, il sélectionne notamment Xavier Tito-Harris (en) des All Blacks Sevens. Tai Cribb (en), Logan Wallace et Riley Williams rejoignent également l'effectif de trente joueurs. De plus, plusieurs joueurs sont réservistes : Toby Bell, Tristyn Cook (en), Tofuka Paongo, Nathaniel Pole (en), Senio Sanele et Josh Whaanga.
Le 16 juin, Mosese Bason et Senio Sanele sont convoqués en remplacement de Malachi Wrampling-Alec (en) et de Kurene Luamanuvae.
| Entraîneur | Entraîneur             | Jono Gibbes                                                                                   |
| Avants     | Pilier                 | Kurene Luamanuvae , William Martin, Sika Pole, Senio Sanele, Joshua Smith (en), Logan Wallace |
| Avants     | Talonneur              | Vernon Bason , Manumaua Letiu (en), A-One Lolofie                                             |
| Avants     | Deuxième ligne         | Tom Allen (en), Cameron Christie (en), Liam Jack                                              |
| Avants     | Troisième ligne aile   | Jeremiah Avei-Collins, Tai Cribb (en), Johnny Lee (en), Matt Lowe, Andrew Smith               |
| Avants     | Troisième ligne centre | Mosese Bason, Malachi Wrampling-Alec (en)                                                     |
| Arrières   | Demi de mêlée          | Ben O'Donovan, Dylan Pledger, Riley Williams                                                  |
| Arrières   | Demi d'ouverture       | Cooper Grant, Rico Simpson                                                                    |
| Arrières   | Centre                 | Xavi Taele (en), Aki Tuivailala (en)                                                          |
| Arrières   | Ailier                 | King Maxwell, Stanley Solomon, Xavier Tito-Harris (en), Frank Vaenuku                         |
| Arrières   | Arrière                | Sam Coles, Isaac Hutchinson                                                                   |

#### Poule B

##### Australie
Le 10 juin, les sélectionneurs par intérim Matthew Cockbain et Ben Mowen dévoilent leur groupe de trente joueurs retenus. Celui-ci comporte six nouveaux joueurs par rapport au groupe du Rugby Championship joué le mois précédant. Toby Macpherson est nommé capitaine et Dan Nelson vice-capitaine.
Début juillet, Tevita Alatini, Jack Barrett (en), Ben Di Staso et Hwi Sharples déclarent forfait pour la suite de la compétition. Ils sont remplacés par Nathaniel Tiitii, Will Goddard, Billy Dickens et Austin Durbridge.
| Entraîneur | Entraîneur             | Matthew Cockbain, Ben Mowen                                                                                               |
| Avants     | Pilier                 | Tevita Alatini , Jack Barrett (en) , Nick Bloomfield (en), Will Goddard, Lington Ieli (en), Trevor King, Nathaniel Tiitii |
| Avants     | Talonneur              | Bryn Edwards, Oniti Finau, Ottavio Tuipulotu,                                                                             |
| Avants     | Deuxième ligne         | Harvey Cordukes, Eamon Doyle, Toby Macpherson , Ollie McCrea                                                              |
| Avants     | Troisième ligne aile   | Ben Di Staso , Austin Durbridge, Aden Ekanayake (en), Dane Sawers                                                         |
| Avants     | Troisième ligne centre | Jack Harley, Dominic Thygesen                                                                                             |
| Arrières   | Demi de mêlée          | Billy Dickens, Dan Nelson, Hwi Sharples                                                                                   |
| Arrières   | Demi d'ouverture       | Joe Dillon, Harry McLaughlin-Phillips (en)                                                                                |
| Arrières   | Centre                 | Boston Fakafanua, Frankie Goldsbrough (en), Jarrah McLeod, Kadin Pritchard (en)                                           |
| Arrières   | Ailier                 | Ronan Leahy (en), William McCulloch, Archie Saunders (en), Angus Staniforth                                               |
| Arrières   | Arrière                | Shane Wilcox |

##### Géorgie
Le sélectionneur Lado Kilasonia convoque dix joueurs ayant participé à l'édition précédente dans son groupe de trente sélectionnés : Tamaz Chamiashvili, Davit Mchedlidze, Giorgi Gergedava, Nika Lomidze, Tornike Ghaniashvili, Aleksandre Jighauri, Gela Kheladze, Luka Kobauri, Luka Khorbaladze et Luka Tsirekidze. Nika Lomidze est le capitaine de la sélection.
| Entraîneur | Entraîneur             | Lado Kilasonia                                                                                                |
| Avants     | Pilier                 | Bachuki Baratashvili, Luka Kotorashvili, Davit Kuntelia, Davit Mchedlidze, Davit Mchedlishvili, Luka Ungiadze |
| Avants     | Talonneur              | Tamaz Chamiashvili, Mikheil Khakhubia, Shota Kheladze                                                         |
| Avants     | Deuxième ligne         | Davit Lagvilava, Murtaz Tskhadadze, Temur Tsulukidze                                                          |
| Avants     | Troisième ligne aile   | Andro Dvali, Giorgi Gergedava, Tornike Ghaniashvili, Luka Suluashvili                                         |
| Avants     | Troisième ligne centre | Nika Lomidze                                                                                                  |
| Arrières   | Demi de mêlée          | Aleksandre Jighauri, Mikheil Kachlavashvili, Giorgi Spanderashvili                                            |
| Arrières   | Demi d'ouverture       | Gela Kheladze, Luka Tsirekidze                                                                                |
| Arrières   | Centre                 | Nugzar Kevkhishvili, Giorgi Khaindrava, Luka Kobauri                                                          |
| Arrières   | Ailier                 | Tariel Burtikashvili, Luka Keshelava, Luka Khorbaladze                                                        |
| Arrières   | Arrière                | Otar Metreveli, Luka Takaishvili                                                                              |

##### Irlande
Le 14 juin 2024, l'entraîneur Willie Faloon (en) révèle les trente joueurs sélectionnés en équipe d'Irlande. Evan O'Connell, neveu de Paul O'Connell et capitaine durant le Tournoi des Six Nations des moins de 20 ans, conserve le capitanat. Les cinq joueurs revenant de l'année précédente sont Evan O'Connell, Brian Gleeson, Danny Sheahan, Hugh Gavin (en), et Sam Berman.
En fin de compétition, Ethan Graham est convoqué et aligné pour le dernier match.
| Entraîneur | Entraîneur             | Willie Faloon (en)                                                      |
| Avants     | Pilier                 | Patreece Bell, Jacob Boyd, Emmet Calvey, Andrew Sparrow, Alex Usanov    |
| Avants     | Talonneur              | Danny Sheahan, Stephen Smyth (en), Mikey Yarr                           |
| Avants     | Deuxième ligne         | Billy Corrigan, James McKillop, Evan O'Connell , Alan Spicer            |
| Avants     | Troisième ligne aile   | Sean Edogbo, Max Flynn, Bryn Ward                                       |
| Avants     | Troisième ligne centre | Brian Gleeson, Luke Murphy                                              |
| Arrières   | Demi de mêlée          | Tadhg Brophy, Oliver Coffey, Jake O'Riordan                             |
| Arrières   | Demi d'ouverture       | Jack Murphy, Sean Naughton                                              |
| Arrières   | Centre                 | Sam Berman, Wilhelm de Klerk, Hugh Gavin (en)                           |
| Arrières   | Ailier                 | Davy Colbert, Ethan Graham, Hugo McLaughlin, Ruben Moloney, Finn Treacy |
| Arrières   | Arrière                | Ben O'Connor                                                            |

##### Italie
Le groupe italien, dirigé par Roberto Santamaria (it), est emmené par le capitaine Jacopo Botturi. Blessé, le pilier Marcos Gallorini (en) n'est pas remis à temps pour participer à la compétition.
| Entraîneur | Entraîneur             | Roberto Santamaria (it)                                                                 |
| Avants     | Pilier                 | Davide Ascari, Nicola Bolognini, Francesco Gentile, Sergio Pelliccioli, Federico Pisani |
| Avants     | Talonneur              | Nicholas Gasperini, Vittorio Padoan, Valerio Siciliano                                  |
| Avants     | Deuxième ligne         | Piero Gritti, Mattia Midena, Samuele Mirenzi, Tommaso Redondi                           |
| Avants     | Troisième ligne aile   | Luca Bellucci, Nelson Casartelli, Giacomo Milano, Cesare Zucconi                        |
| Avants     | Troisième ligne centre | Jacopo Botturi                                                                          |
| Arrières   | Demi de mêlée          | Lorenzo Casilio, Mattia Jimenez, Giulio Sari                                            |
| Arrières   | Demi d'ouverture       | Simone Brisighella, Martino Pucciariello                                                |
| Arrières   | Centre                 | Nicola Bozzo (en), Patrick de Villiers, Ferdinando Fusari, Federico Zanandrea (en)      |
| Arrières   | Ailier                 | Luca Belloni, Lorenzo Elettri, Francesco Imberti, Marco Scalabrin                       |
| Arrières   | Arrière                | Mirko Belloni                                                                           |

#### Poule C

##### Afrique du Sud
L'entraîneur Bafana Nhleko sélectionne Zachary Porthen, l'un des cinq joueurs qui participent pour la deuxième fois à la compétition tout en étant le capitaine de l'équipe. Outre Porthen, les autres joueurs ayant déjà pris part à l'édition précédente sont JF van Heerden (en), Asad Moos, Jurenzo Julius et Litelihle Bester.
Par la suite, Adam de Waal, Reno Hirst et JC Mars déclarent forfait pour la compétition avant la première journée, ils sont remplacés par Jaco Grobbelaar, Herman Lubbe et Haashim Pead.
Le 16 juillet, Wandile Mlaba est convoqué afin de remplacer Likhona Finca blessé à la main.
| Entraîneur | Entraîneur             | Bafana Nhleko                                                                                |
| Avants     | Pilier                 | Casper Badenhorst, Reno Hirst , Herman Lubbe, Liyema Ntshanga, Zachary Porthen , Ruan Swart  |
| Avants     | Talonneur              | Luca Bakkes, Ethan Bester, Juan Smal                                                         |
| Avants     | Deuxième ligne         | Adam de Waal , Thomas Dyer, Jaco Grobbelaar, JF van Heerden (en)                             |
| Avants     | Troisième ligne aile   | Keanu Coetsee, Divan Fuller, Batho Hlekani, Sibabalwe Mahashe, Wandile Mlaba, Thabang Mphafi |
| Avants     | Troisième ligne centre | Tiaan Jacobs                                                                                 |
| Arrières   | Demi de mêlée          | Asad Moos, Ezekiel Ngobeni, Haashim Pead                                                     |
| Arrières   | Demi d'ouverture       | Liam Koen, Tylor Sefoor                                                                      |
| Arrières   | Centre                 | Joshua Boulle, Jurenzo Julius, Philip-Albert van Niekerk                                     |
| Arrières   | Ailier                 | Litelihle Bester, Likhona Finca , Joel Leotlela                                              |
| Arrières   | Arrière                | Michail Damon, JC Mars , Bruce Sherwood                                                      |

##### Angleterre
L'équipe d'Angleterre, dirigée par Mark Mapletoft, nomme son groupe de trente joueurs. Finn Carnduff continue son capitanat après avoir mené l'équipe à la victoire dans le Tournoi des Six Nations.
| Entraîneur | Entraîneur             | Mark Mapletoft                                                                          |
| Avants     | Pilier                 | Afolabi Fasogbon, Jimmy Halliwell, Cameron Miell, Asher Opoku-Fordjour, Billy Sela (en) |
| Avants     | Talonneur              | James Isaacs, Jacob Oliver, Craig Wright (en)                                           |
| Avants     | Deuxième ligne         | Joe Bailey (en) , Harvey Cuckson, Junior Kpoku, Olamide Sodeke (en)                     |
| Avants     | Troisième ligne aile   | Finn Carnduff, Kane James (en), Henry Pollock                                           |
| Avants     | Troisième ligne centre | Arthur Green (en), Nathan Michelow (en)                                                 |
| Arrières   | Demi de mêlée          | Ollie Allan (en), Lucas Friday (en)                                                     |
| Arrières   | Demi d'ouverture       | Josh Bellamy, Ben Coen (en)                                                             |
| Arrières   | Centre                 | Sean Kerr, Oliver Spencer, Ben Waghorn (en)                                             |
| Arrières   | Ailier                 | Jack Bracken (en), Toby Cousins, Angus Hall (en), Alex Wills (en)                       |
| Arrières   | Arrière                | Ioan Jones (en), Ben Redshaw                                                            |

##### Argentine
Fin mai 2024, le groupe de trente joueurs convoqués par l'entraîneur Álvaro Galindo compte huit joueurs ayant participé à l'édition 2023 : Marcos Camerlinckx, Tomás Di Biase, Efraín Elías, Benjamín Elizalde, Tomás Rapetti (es), Franco Rossetto, Faustino Sánchez Valarolo et Juan Manuel Vivas.
Le 6 juin, Joaquín Yakiche est convoqué après la blessure de Gonzalo Gargallo Bazán, forfait pour l'intégralité de la compétition. Fin juin, Luciano Asevedo déclare également forfait pour la compétition et est remplacé par Felipe Bruno.
Après la phase de poule, Renzo Martín est remplacé par Estanislao Rodríguez.
| Entraîneur | Entraîneur             | Álvaro Galindo |
| Avants     | Pilier                 | Marcos Camerlinckx, Diego Correa, Gael Galván, Gonzalo Gargallo Bazán , Renzo Martín , Tomás Rapetti (es), Estanislao Rodríguez, Joaquín Yakiche |
| Avants     | Talonneur              | Juan Greising Revol, Juan Manuel Vivas |
| Avants     | Deuxième ligne         | Luciano Asevedo , Felipe Bruno, Efraín Elías , Álvaro García Iandolino                                                                           |
| Avants     | Troisième ligne aile   | Santos Fernández de Oliveira, Juan Penoucos, Julián Rossi, Agustín Sarelli                                                                       |
| Avants     | Troisième ligne centre | Juan Pedro Bernasconi, Ignacio Torrado |
| Arrières   | Demi de mêlée          | Tomás Di Biase, Jerónimo Llorens, Genaro Podestá                                                                                                 |
| Arrières   | Demi d'ouverture       | Santino Di Lucca, Facundo Rodríguez |
| Arrières   | Centre                 | Tomás Bocco, Felipe Ledesma, Tomás Medina, Faustino Sánchez Valarolo                                                                             |
| Arrières   | Ailier                 | Gregorio Pérez Pardo, Franco Rossetto, Timoteo Silva                                                                                             |
| Arrières   | Arrière                | Benjamín Elizalde |

##### Fidji
Le 17 juin, le sélectionneur Apisai Sailada annonce ses trente joueurs convoqués. Il nomme Nalani May capitaine avec Isikeli Rabitu (en) en tant que vice-capitaine
| Entraîneur | Entraîneur             | Apisai Sailada                                                                                |
| Avants     | Pilier                 | Anare Caginavanua, Breyton Legge, Elroy McComber, Luke Nasau, Mataiasi Tuisireli              |
| Avants     | Talonneur              | Moses Armstrong-Ravula, Joshua Uluibau, Iowane Vakadrigi                                      |
| Avants     | Deuxième ligne         | Iliesa Erenavula, Malakai Masi, Nalani May                                                    |
| Avants     | Troisième ligne aile   | Josua Gonewai, Ratu Nemani Kurucake, Sakenasa Senivono Nalasi, Paul Sharma, Ebenezer Tuidraki |
| Avants     | Troisième ligne centre | Simon Koroiyadi (en)                                                                          |
| Arrières   | Demi de mêlée          | Pauliasi Korobiau, Samuela Ledua                                                              |
| Arrières   | Demi d'ouverture       | Bogi Kikau, Isikeli Rabitu (en)                                                               |
| Arrières   | Centre                 | Sivaniolo Lumelume, Benjamin Naivalu, Ponipate Tuberi, Harry Valevatu, Josefa Ubitau          |
| Arrières   | Ailier                 | Aisea Nawai, Avakuki Niusalelekitoga, Waisake Salabiau                                        |
| Arrières   | Arrière                | Isikeli Basiyalo                                                                              |

### Arbitres
Les arbitres de champ et vidéo du Championnat du monde junior 2024 sont les suivants, :
| Rugby Europe | Asia Rugby               | Oceania Rugby                                           | Rugby Afrique | Sudamérica Rugby      |
| --- | ------------------------ | ------------------------------------------------------- | --- | --------------------- |
| - Saba Abulashvili - Mike Adamson (en) (arbitre vidéo) - Sam Grove-White (en) - Adam Jones (en) - Matteo Liperini (arbitre vidéo) - Andrew McMenemy (en) (arbitre vidéo) - Mark Patton (arbitre vidéo) - Jérémy Rozier - Ian Tempest (arbitre vidéo) - Tual Trainini (arbitre vidéo) - Federico Vedovelli - Ben Whitehouse (en) (arbitre vidéo) | - Takehito Namekawa (ja) | - Reuben Keane (en) - Damon Murphy (en) (arbitre vidéo) | - Aimee Barrett-Theron - Ben Crouse (arbitre vidéo) - Morné Ferreira (en) - Quinton Immelman (en) (arbitre vidéo) - Marius Jonker (arbitre vidéo) | - Nehuén Jauri Rivero |

## Résultats

### Phase de poule
Lors de la phase de poule, la première journée est prévue le 29 juin, la seconde le 4 juillet et la troisième le 9 juillet,.
- Les premiers de chaque pouleet le meilleur deuxième sont qualifiés pour les demi-finales.
- Les deux moins bons deuxièmes et les deux meilleurs troisièmes participent aux matches de classement pour les places 5 à 8.
- Le moins bon troisième et tous les quatrièmes participent aux matches de classement pour les places 9 à 12.

#### Poule A
| Rang | Pays                 | J | V | N | D | Bo | Bd | Pm  | Pe  | Diff | Pts |
| ---- | -------------------- | - | - | - | - | -- | -- | --- | --- | ---- | --- |
| 1    | Nouvelle-Zélande -20 | 3 | 3 | 0 | 0 | 3  | 0  | 113 | 73  | +40  | 15  |
| 2    | France -20           | 3 | 2 | 0 | 1 | 2  | 1  | 104 | 50  | +54  | 11  |
| 3    | Pays de Galles -20   | 3 | 1 | 0 | 2 | 2  | 1  | 76  | 80  | -4   | 7   |
| 4    | Espagne -20          | 3 | 0 | 0 | 3 | 0  | 0  | 35  | 125 | -90  | 0   |

#### Poule B
| Rang | Pays          | J | V | N | D | Bo | Bd | Pm | Pe | Diff | Pts |
| ---- | ------------- | - | - | - | - | -- | -- | -- | -- | ---- | --- |
| 1    | Irlande -20   | 3 | 2 | 1 | 0 | 1  | 0  | 77 | 31 | +46  | 11  |
| 2    | Australie -20 | 3 | 1 | 1 | 1 | 1  | 1  | 47 | 28 | +19  | 8   |
| 3    | Géorgie -20   | 3 | 1 | 0 | 2 | 1  | 1  | 55 | 74 | -19  | 6   |
| 4    | Italie -20    | 3 | 1 | 0 | 2 | 0  | 0  | 49 | 95 | -46  | 4   |

#### Poule C
| Rang | Pays               | J | V | N | D | Bo | Bd | Pm  | Pe  | Diff | Pts |
| ---- | ------------------ | - | - | - | - | -- | -- | --- | --- | ---- | --- |
| 1    | Angleterre -20     | 3 | 3 | 0 | 0 | 2  | 0  | 105 | 44  | +61  | 14  |
| 2    | Argentine -20      | 3 | 2 | 0 | 1 | 2  | 0  | 104 | 64  | +40  | 10  |
| 3    | Afrique du Sud -20 | 3 | 1 | 0 | 2 | 1  | 1  | 81  | 55  | +26  | 6   |
| 4    | Fidji -20          | 3 | 0 | 0 | 3 | 0  | 0  | 30  | 157 | -127 | 0   |

#### Classement de la phase de poule
À l'issue de la phase de poule, le classement est le suivant :
| Rang | Équipe               | RP  | Pts | Diff |
| ---- | -------------------- | --- | --- | ---- |
| 1    | Nouvelle-Zélande -20 | 1er | 15  | +40  |
| 2    | Angleterre -20       | 1er | 14  | +61  |
| 3    | Irlande -20          | 1er | 11  | +46  |
| 4    | France -20           | 2e  | 11  | +54  |
| 5    | Argentine -20        | 2e  | 10  | +40  |
| 6    | Australie -20        | 2e  | 8   | +19  |
| 7    | Pays de Galles -20   | 3e  | 7   | -4   |
| 8    | Afrique du Sud -20   | 3e  | 6   | +26  |
| 9    | Géorgie -20          | 3e  | 6   | -19  |
| 10   | Italie -20           | 4e  | 4   | -46  |
| 11   | Espagne -20          | 4e  | 0   | -90  |
| 12   | Fidji -20            | 4e  | 0   | -127 |

### Phase finale
Lors de la phase finale, les demi-finales et demi-finales de classement sont prévues le 14 juillet, tandis que les matchs de classement et la finale sont prévues le 19 juillet,.
La Nouvelle-Zélande, l'Angleterre, l'Irlande et la France sont les quatre équipes qualifiées pour les demi-finales. L'Argentine, l'Australie, le pays de Galles et l'Afrique du Sud se disputent les places de classement de la cinquième à la huitième place. Tandis que la Géorgie, l'Italie, l'Espagne et les Fidji jouent les matchs de classement de la neuvième à la douzième place.

#### Classement 9 à 12
|  | Demi-finales                     | Demi-finales                     |                        |    | Finale                     | Finale                     |
|  | Demi-finales                     | Demi-finales                     |                        |    | Finale                     | Finale                     |
|  |                                  |                                  |                        |    |                            |                            |
|  | Le 14 juillet 2024, Stellenbosch | Le 14 juillet 2024, Stellenbosch |                        |    | Le 19 juillet 2024, Le Cap | Le 19 juillet 2024, Le Cap |
|  | Le 14 juillet 2024, Stellenbosch | Le 14 juillet 2024, Stellenbosch |                        |    | Le 19 juillet 2024, Le Cap | Le 19 juillet 2024, Le Cap |
|  | Italie -20                       | 28                               |                        |    | Le 19 juillet 2024, Le Cap | Le 19 juillet 2024, Le Cap |
|  | Italie -20                       | 28                               |                        |    | Le 19 juillet 2024, Le Cap | Le 19 juillet 2024, Le Cap |
|  | Espagne -20                      | 15                               |                        |    | Le 19 juillet 2024, Le Cap | Le 19 juillet 2024, Le Cap |
|  | Espagne -20                      | 15                               | Italie -20             | 13 |                            |                            |
|  | Le 14 juillet 2024, Stellenbosch |                                  | Italie -20             | 13 |                            |                            |
|  |                                  | Géorgie -20                      | 24                     |    |                            |                            |
|  | Géorgie -20                      | Géorgie -20                      | 24                     | 40 |                            |                            |
|  | Géorgie -20                      |                                  |                        | 40 |                            |                            |
|  | Fidji -20                        | 36                               |                        |    |                            |                            |
|  | Fidji -20                        | 36                               | Match pour la 3e place |    |                            |                            |
|  |                                  |                                  |                        |    |                            |                            |
|  | Le 19 juillet 2024, Le Cap       |                                  |                        |    |                            |                            |
|  |                                  |                                  |                        |    |                            |                            |
|  | Espagne -20                      | 24                               |                        |    |                            |                            |
|  | Espagne -20                      | 24                               |                        |    |                            |                            |
|  | Fidji -20                        | 19                               |                        |    |                            |                            |
|  | Fidji -20                        | 19                               |                        |    |                            |                            |

##### Demi-finales de classement
| 14 juillet 2024 14 h | Italie -20 | 28 - 15 (12 - 5) | Espagne -20 | Danie Craven Stadium, Stellenbosch Arbitre : Nehuén Jauri Rivero |
| 14 juillet 2024 14 h | Essai(s) : 3 Milano (8e), Scalabrin (44e), de pénalité (48e) Transformation(s) : 2 Brisighella (8e), de pénalité (48e) Pénalité(s) : 3 Brisighella (66e, 74e, 80e) | Rapport          | Essai(s) : 2 Carmona (32e), H. González (50e) Transformation(s) : 1 Otamendi (51e) Pénalité(s) : 1 Otamendi (58e) Carton(s) jaune(s) : 2 Zolezzi (7e), Franch (47e) | Danie Craven Stadium, Stellenbosch Arbitre : Nehuén Jauri Rivero |
| 14 juillet 2024 14 h | | Rapport          | | Danie Craven Stadium, Stellenbosch Arbitre : Nehuén Jauri Rivero |

| 14 juillet 2024 16 h 30 | Géorgie -20 | 40 - 36 (21 - 12) | Fidji -20 | Danie Craven Stadium, Stellenbosch Arbitre : Adam Jones (en) |
| 14 juillet 2024 16 h 30 | Essai(s) : 5 Khakhubia (25e), Burtikashvili (38e), Gergedava (53e), Lomidze (64e), Keshelava (70e) Transformation(s) : 3 Tsirekidze (25e, 54e) Pénalité(s) : 3 Tsirekidze (13e, 18e, 30e) Carton(s) jaune(s) : 3 Lagvilava (3e), Dvali (47e), Tskhadadze (80e+2) | Rapport           | Essai(s) : 6 Tuberi (21e), Nawai (41e, 59e, 72e), Salabiau (55e), Niusalelekitoga (67e) Transformation(s) : 3 Basiyalo (22e), Tuberi (68e, 73e) Carton(s) jaune(s) : 1 Nasau (37e) | Danie Craven Stadium, Stellenbosch Arbitre : Adam Jones (en) |
| 14 juillet 2024 16 h 30 | | Rapport           | | Danie Craven Stadium, Stellenbosch Arbitre : Adam Jones (en) |

##### Match pour la11eplace
| 19 juillet 2024 12 h | Espagne -20 | 24 - 19 (5 - 14) (19 - 19) (19 - 19) | Fidji -20 | Athlone Stadium, Le Cap Arbitre : Federico Vedovelli |
| 19 juillet 2024 12 h | Essai(s) : 4 D. González (39e), Zolezzi (56e), Moleti (71e), Gallego (94e) Transformation(s) : 2 Otamendi (56e, 72e) Carton(s) jaune(s) : 1 Burguillos (4e) | Rapport                              | Essai(s) : 3 Kurucake (32e), Vakadrigi (36e), Sharma (52e) Transformation(s) : 2 Basiyalo (33e, 37e) Carton(s) jaune(s) : 3 Armstrong-Ravula (27e), Kurucake (67e), Basiyalo (82e) Carton(s) rouge(s) : 1 Salabiau (68e) | Athlone Stadium, Le Cap Arbitre : Federico Vedovelli |
| 19 juillet 2024 12 h | | Rapport                              | | Athlone Stadium, Le Cap Arbitre : Federico Vedovelli |

##### Match pour la9eplace
| 19 juillet 2024 14 h 30 | Italie -20 | 13 - 24 (6 - 12) | Géorgie -20 | Athlone Stadium, Le Cap Arbitre : Aimee Barrett-Theron |
| 19 juillet 2024 14 h 30 | Essai(s) : 1 Siciliano (69e) Transformation(s) : 1 Pucciariello (70e) Pénalité(s) : 2 Pucciariello (10e, 35e) Carton(s) jaune(s) : 1 Pisani (40e+3) | Rapport          | Essai(s) : 4 Gergedava (30e), Tsulukidze (40e+4), Kevkhishvili (60e), Keshelava (66e) Transformation(s) : 2 Tsirekidze (40e+5, 61e) | Athlone Stadium, Le Cap Arbitre : Aimee Barrett-Theron |
| 19 juillet 2024 14 h 30 | | Rapport          | | Athlone Stadium, Le Cap Arbitre : Aimee Barrett-Theron |

#### Classement 5 à 8
|  | Demi-finales                     | Demi-finales               |                        |    | Finale                     | Finale                     |
|  | Demi-finales                     | Demi-finales               |                        |    | Finale                     | Finale                     |
|  |                                  |                            |                        |    |                            |                            |
|  | Le 14 juillet 2024, Le Cap       | Le 14 juillet 2024, Le Cap |                        |    | Le 19 juillet 2024, Le Cap | Le 19 juillet 2024, Le Cap |
|  | Le 14 juillet 2024, Le Cap       | Le 14 juillet 2024, Le Cap |                        |    | Le 19 juillet 2024, Le Cap | Le 19 juillet 2024, Le Cap |
|  | Argentine -20                    | 34                         |                        |    | Le 19 juillet 2024, Le Cap | Le 19 juillet 2024, Le Cap |
|  | Argentine -20                    | 34                         |                        |    | Le 19 juillet 2024, Le Cap | Le 19 juillet 2024, Le Cap |
|  | Afrique du Sud -20               | 24                         |                        |    | Le 19 juillet 2024, Le Cap | Le 19 juillet 2024, Le Cap |
|  | Afrique du Sud -20               | 24                         | Argentine -20          | 14 |                            |                            |
|  | Le 14 juillet 2024, Stellenbosch |                            | Argentine -20          | 14 |                            |                            |
|  |                                  | Australie -20              | 6                      |    |                            |                            |
|  | Australie -20                    | Australie -20              | 6                      | 36 |                            |                            |
|  | Australie -20                    |                            |                        | 36 |                            |                            |
|  | Pays de Galles -20               | 29                         |                        |    |                            |                            |
|  | Pays de Galles -20               | 29                         | Match pour la 3e place |    |                            |                            |
|  |                                  |                            |                        |    |                            |                            |
|  | Le 19 juillet 2024, Le Cap       |                            |                        |    |                            |                            |
|  |                                  |                            |                        |    |                            |                            |
|  | Afrique du Sud -20               | 47                         |                        |    |                            |                            |
|  | Afrique du Sud -20               | 47                         |                        |    |                            |                            |
|  | Pays de Galles -20               | 31                         |                        |    |                            |                            |
|  | Pays de Galles -20               | 31                         |                        |    |                            |                            |

##### Demi-finales de classement
| 14 juillet 2024 14 h | Argentine -20 | 34 - 24 (24 - 10) | Afrique du Sud -20 | Cape Town Stadium, Le Cap Arbitre : Reuben Keane (en) |
| 14 juillet 2024 14 h | Essai(s) : 4 Greising Revol (20e), Elías (25e), Pérez Pardo (39e), Silva (66e) Transformation(s) : 4 Di Lucca (21e, 25e, 39e), Elizalde (67e) Pénalité(s) : 2 Di Lucca (7e), Elizalde (73e) | Rapport           | Essai(s) : 3 Julius (26e, 77e), Mahashe (44e) Transformation(s) : 3 Sefoor (27e, 45e), van Niekerk (77e) Pénalité(s) : 1 Sefoor (18e) | Cape Town Stadium, Le Cap Arbitre : Reuben Keane (en) |
| 14 juillet 2024 14 h | | Rapport           | | Cape Town Stadium, Le Cap Arbitre : Reuben Keane (en) |

| 14 juillet 2024 19 h | Australie -20 | 36 - 29 (24 - 12) | Pays de Galles -20 | Danie Craven Stadium, Stellenbosch Arbitre : Federico Vedovelli |
| 14 juillet 2024 19 h | Essai(s) : 5 Cordukes (15e), Pritchard (en) (32e), Saunders (en) (36e), Macpherson (49e), Nelson (65e) Transformation(s) : 4 McLaughlin-Phillips (en) (16e, 33e, 37e, 66e) Pénalité(s) : 1 McLaughlin-Phillips (40e+1) | Rapport           | Essai(s) : 5 I. Young (11e), Page (25e, 68e, 70e), M. Young (55e) Transformation(s) : 2 Wilde (25e, 69e) Carton(s) jaune(s) : 1 Lewis (31e) | Danie Craven Stadium, Stellenbosch Arbitre : Federico Vedovelli |
| 14 juillet 2024 19 h | | Rapport           | | Danie Craven Stadium, Stellenbosch Arbitre : Federico Vedovelli |

##### Match pour la7eplace
| 19 juillet 2024 17 h | Pays de Galles -20 | 31 - 47 (5 - 19) | Afrique du Sud -20 | Athlone Stadium, Le Cap Arbitre : Reuben Keane (en) |
| 19 juillet 2024 17 h | Essai(s) : 5 Price (35e, 72e), Boshoff (49e), S. Emmanuel (en) (62e), Conquer (80e+2) Transformation(s) : 3 Wilde (63e, 72e, 80e+3) | Rapport          | Essai(s) : 7 Porthen (8e, 68e), Mahashe (20e, 46e), van Heerden (en) (31e), Hlekani (56e), Moos (64e) Transformation(s) : 6 Sefoor (11e, 32e, 47e, 57e), Koen (65e, 69e) | Athlone Stadium, Le Cap Arbitre : Reuben Keane (en) |
| 19 juillet 2024 17 h | | Rapport          | | Athlone Stadium, Le Cap Arbitre : Reuben Keane (en) |

##### Match pour la5eplace
| 19 juillet 2024 14 h | Australie -20                                                                                                | 6 - 14 (3 - 5) | Argentine -20 | Cape Town Stadium, Le Cap Arbitre : Morné Ferreira (en) |
| 19 juillet 2024 14 h | Pénalité(s) : 2 McLaughlin-Phillips (en) (2e, 61e) Carton(s) jaune(s) : 1 Pritchard (en) (21e), McLeod (54e) | Rapport        | Essai(s) : 1 Silva (26e) Pénalité(s) : 3 Di Lucca (55e, 68e, 77e) Carton(s) jaune(s) : 2 Medina (38e), Penoucos (57e) | Cape Town Stadium, Le Cap Arbitre : Morné Ferreira (en) |
| 19 juillet 2024 14 h | | Rapport        | | Cape Town Stadium, Le Cap Arbitre : Morné Ferreira (en) |

#### Classement 1 à 4
|  | Demi-finales               | Demi-finales               |                        |    | Finale                     | Finale                     |
|  | Demi-finales               | Demi-finales               |                        |    | Finale                     | Finale                     |
|  |                            |                            |                        |    |                            |                            |
|  | Le 14 juillet 2024, Le Cap | Le 14 juillet 2024, Le Cap |                        |    | Le 19 juillet 2024, Le Cap | Le 19 juillet 2024, Le Cap |
|  | Le 14 juillet 2024, Le Cap | Le 14 juillet 2024, Le Cap |                        |    | Le 19 juillet 2024, Le Cap | Le 19 juillet 2024, Le Cap |
|  | Angleterre -20             | 31                         |                        |    | Le 19 juillet 2024, Le Cap | Le 19 juillet 2024, Le Cap |
|  | Angleterre -20             | 31                         |                        |    | Le 19 juillet 2024, Le Cap | Le 19 juillet 2024, Le Cap |
|  | Irlande -20                | 20                         |                        |    | Le 19 juillet 2024, Le Cap | Le 19 juillet 2024, Le Cap |
|  | Irlande -20                | 20                         | Angleterre -20         | 21 |                            |                            |
|  | Le 14 juillet 2024, Le Cap |                            | Angleterre -20         | 21 |                            |                            |
|  |                            | France -20                 | 13                     |    |                            |                            |
|  | Nouvelle-Zélande -20       | France -20                 | 13                     | 31 |                            |                            |
|  | Nouvelle-Zélande -20       |                            |                        | 31 |                            |                            |
|  | France -20                 | 55                         |                        |    |                            |                            |
|  | France -20                 | 55                         | Match pour la 3e place |    |                            |                            |
|  |                            |                            |                        |    |                            |                            |
|  | Le 19 juillet 2024, Le Cap |                            |                        |    |                            |                            |
|  |                            |                            |                        |    |                            |                            |
|  | Irlande -20                | 24                         |                        |    |                            |                            |
|  | Irlande -20                | 24                         |                        |    |                            |                            |
|  | Nouvelle-Zélande -20       | 38                         |                        |    |                            |                            |
|  | Nouvelle-Zélande -20       | 38                         |                        |    |                            |                            |

##### Demi-finales
| 14 juillet 2024 16 h 30 | Angleterre -20 | 31 - 20 (22 - 20) | Irlande -20 | Cape Town Stadium, Le Cap Arbitre : Morné Ferreira (en) |
| 14 juillet 2024 16 h 30 | Essai(s) : 3 Wright (en) (25e), Allan (en) (31e), Kerr (40e+2) Transformation(s) : 2 Kerr (26e, 32e) Pénalité(s) : 4 Kerr (38e, 52e, 58e, 80e) | Rapport           | Essai(s) : 2 Coffey (2e), Ward (35e) Transformation(s) : 2 J. Murphy (2e, 36e, 39e) Pénalité(s) : 2 J. Murphy (30e) | Cape Town Stadium, Le Cap Arbitre : Morné Ferreira (en) |
| 14 juillet 2024 16 h 30 | | Rapport           | | Cape Town Stadium, Le Cap Arbitre : Morné Ferreira (en) |

| 14 juillet 2024 19 h | Nouvelle-Zélande -20 | 31 - 55 (14 - 34) | France -20 | Cape Town Stadium, Le Cap Arbitre : Sam Grove-White (en) |
| 14 juillet 2024 19 h | Essai(s) : 5 de pénalité (8e), Pledger (16e), Maxwell (55e), Tuivailala (en) (59e), A. Smith (67e) Transformation(s) : 3 de pénalité (8e), Simpson (17e, 68e) Carton(s) rouge(s) : 1 Solomon (50e) | Rapport           | Essai(s) : 7 Quere Karaba (4e), Gambini (7e), Castro-Ferreira (14e, 30e, 46e), Ferté (64e), Mousques (71e) Transformation(s) : 7 Reus (5e, 8e, 15e, 31e, 46e, 65e, 72e) Pénalité(s) : 2 Reus (19e, 33e) Carton(s) jaune(s) : 2 Malaterre (9e), Boyer Gallardo (50e) | Cape Town Stadium, Le Cap Arbitre : Sam Grove-White (en) |
| 14 juillet 2024 19 h | | Rapport           | | Cape Town Stadium, Le Cap Arbitre : Sam Grove-White (en) |

##### Match pour la3eplace
| 19 juillet 2024 16 h 30 | Irlande -20 | 24 - 38 (12 - 5) | Nouvelle-Zélande -20 | Cape Town Stadium, Le Cap Arbitre : Saba Abulashvili |
| 19 juillet 2024 16 h 30 | Essai(s) : 4 Coffey (11e), J. Murphy (33e), Graham (77e), Naughton (79e) Transformation(s) : 2 J. Murphy (12e, 80e) Carton(s) jaune(s) : 1 Ward (37e) | Rapport          | Essai(s) : 6 V. Bason (38e, 47e), Taele (en) (45e), Avei-Collins (57e), Vaenuku (72e) Transformation(s) : 4 Simpson (46e, 57e, 68e, 73e) Carton(s) jaune(s) : 1 Vaenuku (44e) | Cape Town Stadium, Le Cap Arbitre : Saba Abulashvili |
| 19 juillet 2024 16 h 30 | | Rapport          | | Cape Town Stadium, Le Cap Arbitre : Saba Abulashvili |

##### Finale
| 19 juillet 2024 19 h | Angleterre -20 | 21 - 13 (7 - 6) | France -20 | Cape Town Stadium, Le Cap Arbitre : Takehito Namekawa (ja) |
| 19 juillet 2024 19 h | Essai(s) : 2 Bailey (en) (36e), Green (en) (53e) Transformation(s) : 1 Kerr (36e) Pénalité(s) : 3 Kerr (48e, 57e, 67e) | Rapport         | Essai(s) : 1 Ferté (80e+1) Transformation(s) : 1 Reus (80e+1) Pénalité(s) : 2 Reus (11e, 40e+2) Carton(s) jaune(s) : 1 Castro-Ferreira (45e) | Cape Town Stadium, Le Cap Arbitre : Takehito Namekawa (ja) |
| 19 juillet 2024 19 h | | Rapport         | | Cape Town Stadium, Le Cap Arbitre : Takehito Namekawa (ja) |

| Angleterre -20 · Titulaires · Ioan Jones (en) 15 · 77e Angus Hall (en) 14 · Ben Waghorn (en) 13 · Sean Kerr 12 · Alex Wills (en) 11 · 76e Ben Coen (en) 10 · 48e Ollie Allan (en)0 9 · 41e Kane James (en)0 8 · Henry Pollock0 7 · Finn Carnduff0 6 · Junior Kpoku0 5 · 61e 36e Joe Bailey (en)0 4 · 57e Afolabi Fasogbon0 3 · 77e Craig Wright (en)0 2 · 74e Asher Opoku-Fordjour0 1 · Remplaçants · 77e James Isaacs 16 · 74e Cameron Miell 17 · 57e Jimmy Halliwell 18 · 61e Olamide Sodeke (en) 19 · 41e 53e Arthur Green (en) 20 · 48e Lucas Friday (en) 21 · 76e Josh Bellamy 22 · 77e Jack Bracken (en) 23 · Entraîneur · Mark Mapletoft |  |  |  | France -20 · Titulaires · 15 Mathis Ferté 81e · 14 Maxence Biasotto 74e · 13 Fabien Brau-Boirie · 12 Robin Taccola · 11 Xan Mousques · 10 Hugo Reus · 9 0Léo Carbonneau 66e · 8 0Mathis Castro-Ferreira 45e à 55e · 7 0Geoffrey Malaterre 6e · 6 0Joé Quere Karaba · 5 0Corentin Mézou 60e · 4 0Charly Gambini · 3 0Thomas Duchêne 71e · 2 0Barnabé Massa 44e · 1 0Lino Julien 44e · Remplaçants · 16 Thomas Lacombre 44e · 17 Samuel Jean-Christophe 44e · 18 Thomas Marceline 71e · 19 Charles Kante Samba 55e · 20 Brent Liufau 60e · 21 Sialevailea Tolofua 6e 55e · 22 Mathys Belaubre 74e · 23 Axel Desperes 66e · Entraîneur · Sébastien Calvet |

#### Classement final
| Classement final | Équipe               | MJ | V | N | D |
| ---------------- | -------------------- | -- | - | - | - |
| 1                | Angleterre -20       | 5  | 5 | 0 | 0 |
| 2                | France -20           | 5  | 3 | 0 | 2 |
| 3                | Nouvelle-Zélande -20 | 5  | 3 | 0 | 2 |
| 4                | Irlande -20          | 5  | 2 | 1 | 2 |
| 5                | Argentine -20        | 5  | 4 | 0 | 1 |
| 6                | Australie -20        | 5  | 2 | 1 | 2 |
| 7                | Afrique du Sud -20   | 5  | 2 | 0 | 3 |
| 8                | Pays de Galles -20   | 5  | 1 | 0 | 4 |
| 9                | Géorgie -20          | 5  | 3 | 0 | 2 |
| 10               | Italie -20           | 5  | 2 | 0 | 3 |
| 11               | Espagne -20          | 5  | 1 | 0 | 4 |
| 12               | Fidji -20            | 5  | 0 | 0 | 5 |

L'Angleterre termine championne du monde après sa victoire en finale 21 à 13 contre la France, triple tenante du titre. La France perd sa première finale dans la compétition tandis que les Anglais remportent leur quatrième titre.
La Nouvelle-Zélande termine à la troisième place de la compétition, son meilleur classement depuis 2017, en battant l'Irlande 38 à 24.
Pour le match pour la cinquième place, l'Argentine s'impose 14 à 6 contre l'Australie.
L'Afrique du Sud, à domicile, bat le pays de Galles 47 à 31 lors du match de classement pour déterminer la septième et la huitième place.
Afin de déterminer la neuvième et la dixième place, l'Italie affronte la Géorgie pour la deuxième fois après s'être rencontré en poule. Les Géorgiens gagnent le match 24 à 13, leur deuxième victoire contre l'Italie dans cette édition, et terminent neuvièmes.
En bas du classement, pour la onzième et la douzième place, l'Espagne, pour sa première participation à la compétition, réussit à se maintenir après avoir battu les Fidji en prolongations 24 à 19 grâce à un essai en mort subite. Les Fidji sont relégués en Trophée mondial pour la prochaine édition.

## Statistiques individuelles

### Meilleurs réalisateurs
Le demi d'ouverture français, Hugo Reus, termine meilleur réalisateur de la compétition avec 57 points inscrits, dont 18 transformations et 7 pénalités.
| Rang | Joueur                         | Équipe               | Poste                     | Points | Essais | Transf. | Pén. | Drops |
| ---- | ------------------------------ | -------------------- | ------------------------- | ------ | ------ | ------- | ---- | ----- |
| 1    | Hugo Reus                      | France -20           | Demi d'ouverture          | 57     | 0      | 18      | 7    | 0     |
| 2    | Sean Kerr                      | Angleterre -20       | Centre                    | 44     | 1      | 9       | 7    | 0     |
| 3    | Luka Tsirekidze                | Géorgie -20          | Demi d'ouverture, arrière | 42     | 0      | 9       | 8    | 0     |
| 4    | Harry McLaughlin-Phillips (en) | Australie -20        | Demi d'ouverture          | 29     | 0      | 7       | 5    | 0     |
| 5    | Santino Di Lucca               | Argentine -20        | Demi d'ouverture          | 28     | 0      | 8       | 4    | 0     |
| -    | Rico Simpson                   | Nouvelle-Zélande -20 | Demi d'ouverture          | 28     | 0      | 11      | 2    | 0     |
| 7    | Jack Murphy                    | Irlande -20          | Demi d'ouverture          | 27     | 1      | 8       | 2    | 0     |
| 8    | Simone Brisighella             | Italie -20           | Demi d'ouverture          | 25     | 0      | 5       | 5    | 0     |
| -    | Juan Greising Revol            | Argentine -20        | Talonneur                 | 25     | 5      | 0       | 0    | 0     |
| 10   | Sean Naughton                  | Irlande -20          | Demi d'ouverture, centre  | 24     | 2      | 4       | 2    | 0     |
| -    | Gonzalo Otamendi               | Espagne -20          | Demi d'ouverture          | 24     | 0      | 6       | 4    | 0     |

### Meilleurs marqueurs
Le talonneur Argentin, Juan Greising Revol, termine meilleur marqueur d'essais de la compétition avec cinq réalisations.
| Rang | Joueur                 | Équipe               | Poste                                        | Essais |
| ---- | ---------------------- | -------------------- | -------------------------------------------- | ------ |
| 1    | Juan Greising Revol    | Argentine -20        | Talonneur                                    | 5      |
| 2    | Mathis Castro-Ferreira | France -20           | Troisième ligne centre                       | 4      |
| -    | Jurenzo Julius         | Afrique du Sud -20   | Centre                                       | 4      |
| -    | Sibabalwe Mahashe      | Afrique du Sud -20   | Troisième ligne aile, troisième ligne centre | 4      |
| -    | Aisea Nawai            | Fidji -20            | Ailier, demi de mêlée                        | 4      |
| -    | Macs Page              | Pays de Galles -20   | Centre, ailier                               | 4      |
| 7    | Sam Berman             | Irlande -20          | Centre                                       | 3      |
| -    | Jack Bracken (en)      | Angleterre -20       | Ailier                                       | 3      |
| -    | Efraín Elías           | Argentine -20        | Deuxième ligne                               | 3      |
| -    | Mathis Ferté           | France -20           | Arrière, ailier                              | 3      |
| -    | Dylan Pledger          | Nouvelle-Zélande -20 | Demi de mêlée                                | 3      |
| -    | Zachary Porthen        | Afrique du Sud -20   | Pilier                                       | 3      |
| -    | Xavi Taele (en)        | Nouvelle-Zélande -20 | Centre                                       | 3      |
| -    | Frank Vaenuku          | Nouvelle-Zélande -20 | Ailier                                       | 3      |